# Haçane Abenamar
Amim Adaulá Abu Maomé Haçane Abenamar ou ibne Amar (Amīn al-Dawla Abū Muḥammad al-Ḥasan ibn ʿAmmār), geralmente chamado simplesmente Abenamar nas fontes árabes, foi um comandante e estadista árabe do Califado Fatímida. membro da família cálbida, esteve ativo nas guerras com o Império Bizantino na Sicília na década e 960, liderando a captura de Taormina e Rometa, que concluíram a conquista muçulmana da Sicília. Enviado ao Egito em 971, tornou-se líder dos berberes cotamas e ministro chefe (vasita) durante o primeiro ano do reinado do califa Aláqueme Biamir Alá (r. 996–1021).

## Vida
Haçane era filho de Amar ibne Ali Alcalbi, membro da família cálbida, que tornou-se proeminente através do irmão de Amar, Haçane ibne Ali Alcalbi. Junto com Amade, Amar lutou nas guerras com o Império Bizantino na Sicília e sul da Itália, e se afogou durante uma expedição abortiva contra Otranto em 958.
Após a reconquista bizantina de Creta em 960-961, os fatímidas novamente viraram sua atenção à Sicília, onde decidiram reduzir os entrepostos bizantinos remanescentes no nordeste e completar a conquista muçulmana da ilha. No Natal de 962, Haçane e seu primo Amade capturaram Taormina após um cerco de sete meses e meio, enquanto em 24 de agosto de 963 Haçane liderou cerco em Rometa. A guarnição da última enviou pedido de ajuda ao imperador Nicéforo II Focas (r. 963–969). O imperador preparou uma grande expedição, com alegados 40 000 homens, que chegaram na Itália no final de 964. Ciente disso, Haçane também procurou reforços, que chegaram sob o comando de seu tio homônimo. Os bizantinos tentaram aliviar Rometa, e em 25 de outubro enfrentaram o exército de Haçane. Os bizantinos venceram o confronto inicial, mas Haçane conseguiu reagrupar seus homens e vencer uma vitória esmagadora. Segundo Almacrizi e Abulféda, mais de 10 000 bizantinos pereceram, incluindo o sobrinho do imperador, Manuel Focas, e vários outros comandantes. Os bizantinos sobreviventes fugiram em pânico, mas foram atacados novamente quando os árabes encontraram-se com eles num desfiladeiro ("batalha do abismo", uacate alufra). As tropas bizantinas remanescentes embarcaram seus navios, mas a frota imperial foi destruída na Batalha do Estreito por Amade, primo de Haçane, selando o destino de Rometa. A cidade rendeu-se poucos meses depois, no começo de 965, depois de suas provisões se exaurirem e seus habitantes começaram a fugir da cidade.
Em 971, os carmatas lançaram uma invasão do Egito, conquistado apenas dois anos antes pelo general fatímida Jauar, o Siciliano. Haçane foi encarregado de liderar os reforços da Ifríquia (principalmente berberes cotamas), enquanto seu primo Amade ibne Haçane Alcalbi foi encarregado com a missão de liderar a parte naval da expedição. No evento, em dezembro de 971, pouco antes da chegada de Abenamar, os carmatas foram derrotados em Aim Xemece, próximo de Fostate.
Os berberes, e especialmente os cotamas, tradicionalmente forneceram a maior parte dos exércitos fatímidas, e desempenharam papel central na tomada de Ifríquia e a conquista do Egito e sul do Levante. Sob o califa Alaziz (r. 975–996), contudo, começaram a ser eclipsados por mercenários turcos e dailamitas do Oriente islâmico, a quem Alaziz concedeu patrocínio, enquanto por outro lado os fatímidas falharam em atrair novos recrutas dos cotamas. Consequentemente, uma intensa rivalidade surgiu entre os dois grupos, rotulados Magariba ("ocidentais") e Maxarica (orientais) respectivamente. Sob Alaziz, Abenamar, desempenhou várias missões administrativas, e foi um líder proeminente dos cotamas. Gozou de grande prestígio como virtualmente "o último da antiga aristocracia ifriquiana" (Michael Brett) e esteve presente no leito de morte de Alaziz em outubro de 996. Relatadamente recebeu as instruções finais do califa, que encarregou-o com a missão de administrar os assuntos de seu filho e herdeiro de 11 anos, Aláqueme. Depois da morte de Alaziz, os berberes tomaram a oportunidade e incitaram Aláqueme a demitir o vizir cristão ibne Nasturis (que foi executado pouco depois) e nomear Abenamar como chefe do governo, embora que com o título de vasita ("intermediário") em vez de vizir.
O governo de Abenamar rapidamente descambou à tirania: ele imediatamente começou a preencher o governo com berberes, que conduziram uma pilhagem virtual dos cofres do Estado. As tentativas dos berberes para excluir os outros grupos interessados do poder — não apenas os turcos e outros contingentes étnicos do exército, mas também a burocracia civil, cujo salário foi cortado — alienou não apenas os maxaricas, mas alarmou o ambicioso tutor e guardião de Aláqueme, o eunuco Barjauã. Barjauã contactou o governador fatímida de Damasco, o turco Manjutaquim, e convidou-o a marchar no Egito e depor Abenamar. Manjutaquim aceitou, mas foi derrotado pelas tropas de Abenamar sob Solimão ibne Jafar ibne Falá em Ascalão e foi levado prisioneiro. Barjauã, contudo, logo encontrou um novo aliado na pessoa do líder cotamas Jaixe ibne Sassama, governador de Trípoli, que ibne Falá demitiu e substituiu por seu próprio irmão. Jaixe e Barjauã reuniram um grupo de outros líderes berberes insatisfeitos, e começou uma revolta no Cairo em outubro de 997. Abenamar foi forçado a fugir, e Barjauã substituiu-o como vasita.
Durante sua proeminência, Barjauã conseguiu balancear as duas facções, cumprindo as demandas dos maxaricas enquanto tomou conta dos cotamas. Nessa linha, perdoou Abenamar e restaurou seu salário mensal de 500 dinares de ouro. Depois do assassinado de Barjauã em 25 de março de 1000, contudo, o califa Aláqueme assumiu as rédeas do governou e começou um expurgo das elites fatímidas, durante o qual Abenamar e muitos outros líderes cotamas foram executados.